# STOXX Europe 600
Il STOXX Europe 600 o STOXX 600 è un indice azionario composto da 600 delle principali capitalizzazioni di mercato europee, progettato da STOXX Limited.
Questo indice ha un numero fisso di 600 componenti, tra cui grandi aziende capitalizzati in 17 paesi europei, che coprono circa il 90% della capitalizzazione di mercato del mercato azionario europeo. I paesi che compongono l'indice sono Austria, Belgio, Danimarca, Finlandia, Francia, Germania, Irlanda, Italia, Lussemburgo, Norvegia, Paesi Bassi, Polonia, Portogallo, Regno Unito, Spagna, Svezia e Svizzera.
Sono inoltre disponibili delle versioni di differenziazione per settori specifici (banche, petrolio e gas, utilities, salute, ecc.).
Lo STOXX Europe 50 è un indice azionario simile, ma in versione blue chip (i primi 50 titoli dei 600 dello STOXX Europe 600). Lo STOXX All Europe 100 è invece un indice azionario di 100 titoli blue chips di 33 paesi europei.

## Cronistoria
L'indice di riferimento europeo è iniziato il 16 settembre 1998, con un valore base di 100 punti il 31 dicembre 1991. 
| Anno | Punti al 31/12 | Variazione % |
| ---- | -------------- | ------------ |
| 1998 | 279,20         | -            |
| 1999 | 379,49         | +35,92       |
| 2000 | 359,79         | -5,19        |
| 2001 | 298,73         | -16,97       |
| 2002 | 201,72         | -32,47       |
| 2003 | 229,31         | +13,68       |
| 2004 | 251,02         | +9,47        |
| 2005 | 310,03         | +23,51       |
| 2006 | 365,26         | +17,81       |
| 2007 | 364,64         | -0,17        |
| 2008 | 196,90         | -46,00       |
| 2009 | 253,16         | +28,57       |
| 2010 | 275,81         | +8,95        |
| 2011 | 244,54         | -11,34       |
| 2012 | 279,68         | +14,37       |
| 2013 | 328,26         | +17,37       |
| 2014 | 342,54         | +4,35        |
| 2015 | 365,81         | +6,79        |
| 2016 | 361,42         | -1,20        |
| 2017 | 389,18         | +7,68        |
| 2018 | 337,65         | -13,24       |
| 2019 | 415,84         | +23,16       |
| 2020 | 399,03         | -4,04        |

## Aziende
- 3I Group
- A2A
- AAK
- Aalberts Industries
- ABB
- ABN AMRO
- Accor
- Ackermans en van Haaren
- ACS
- Adecco N
- Adidas
- Admiral Group
- ADO Properties SARL
- Adyen
- Aedifica
- Aegon NV
- Aena
- Aeroports Paris
- AF AB
- Ageas SA
- Aggreko
- Ahold Delhaize
- AIB
- Air France KLM SA
- Air Liquide
- Airbus Group
- Aker BP
- AkzoNobel
- Alcon
- Alfa Laval
- Allegro
- Allianz
- Allreal Holding
- Alstom
- Alstria Office REIT-AG
- Alten
- Altice
- Amadeus
- Ambu B
- Amplifon SpA
- AMS
- Amundi
- Andritz AG
- Anglo American
- Anheuser-Busch Inbev
- Antofagasta
- ArcelorMittal
- Argen-X
- Arkema
- Aroundtown
- Ashmore
- Ashtead Group
- ASM International NV
- ASML Holding
- ASR Nederland
- Assa Abloy
- Assicurazioni Generali
- Associated British Foods
- AstraZeneca
- Atlantia
- Atlas Copco A
- Atos
- Auto Trader Group Plc
- Avast
- Aveva
- Aviva
- Axa
- B&M European Value Retail SA
- BAE Systems
- Baloise Holding
- Banco Bpm
- Banco de Sabadell
- Bank Ireland
- Bank Pekao S.A.
- Bankinter
- Barclays
- Barratt Developments
- Barry Callebaut
- BASF
- Bayer
- BBVA
- Beazley
- Bechtle
- Beiersdorf
- Beijer Ref
- Belimo Holding
- Bellway
- Berkeley
- BHP Group
- Biomerieux
- BMW
- BNP Paribas
- Boliden
- Bollore
- Bouygues
- BP
- Brenntag AG
- British American Tobacco
- British Land Company
- Britvic
- BT Group
- Bunzl
- Burberry Group
- Bureau Verita
- Caixabank
- Campari
- Capgemini
- Capita
- Carl Zeiss Medi
- Carlsberg B
- Carnival
- Carrefour
- Casino Guichard Perrachon SA
- Castellum AB
- CD PROJEKT
- Cellnex Telecom
- Cembra Money Bank AG
- Centrica
- Chr Hansen
- Cineworld
- Clariant
- Close Brothers
- CNH Industrial NV
- CNP Assurances
- Coca Cola HBC AG
- Cofinimmo
- Coloplast
- Commerzbank
- Compass
- Continental
- ConvaTec Group
- Corbion
- Covestro
- Covivio
- Credit Agricole
- Credit Suisse
- CRH
- Croda Intl
- CTS Eventim AG
- Daimler
- Danone
- Danske Bank
- Dassault Avia
- Dassault Systemes
- DCC
- Dechra Pharma
- Delivery Hero
- Demant
- Derwent
- Deutsche Bank
- Deutsche Borse
- Deutsche Post
- Deutsche Tel.
- Deutsche Wohnen
- Diageo
- Dialog Semiconductor
- DiaSorin
- Dino Polska
- Direct Line Insurance
- DNB
- Dometic Group publ AB
- DS Smith
- Dsv
- Dufry
- E.ON
- Edenred
- EDP
- Eiffage
- Electricite de France
- Electrocomponents
- Electrolux B
- Elekta
- Elia System Op.
- Elis Services SA
- Elisa Corporat.
- Ems Chemie Hld
- Enagas
- Endesa
- Enel
- Engie
- Eni SpA
- Entain
- Epiroc A
- EQT AB
- Equinor
- Erste Bank
- EssilorLuxottica
- Essity B
- Etablissementen Franz Colruyt
- Eurazeo
- Eurofins Scientific SE
- Euronext
- Eutelsat Communications SA
- Evolution Gaming
- Evonik
- Evotec AG
- Evraz
- Exor
- Experian
- Fabege
- Fastighets AB Balder
- Faurecia
- Ferguson
- Ferrari NV
- Ferrovial
- FinecoBank
- Flughafen Zurich
- Flutter Entertainment
- Fortum
- Freenet AG
- Fresenius Medical Care
- Fresenius SE
- Fresnillo
- Fuchs Petrolub AG VZO Pref
- G4S
- Galapagos
- Galenica Sante
- Galp Energia
- Gamesa
- GBL
- GEA Group AG
- Geberit
- Gecina SA
- Genmab
- Georg Fischer
- Getinge
- Getlink
- Givaudan
- Gjensidige Forsikring ASA
- Glanbia PLC
- GlaxoSmithKline
- Glencore
- Gn Store Nord
- Grand City
- Grenke
- Grifols
- Groupe SEB
- Halma
- Hammerson
- Hannover Rueckversicherung AG
- Hargreaves Lansdown
- Hays
- Heidelbergcement
- Heineken
- Heineken Holding NV
- Hella KGaA Hueck & Co
- HelloFresh
- Helvetia
- Henkel
- Hennes & Mauritz
- Hera SpA
- Hermes International
- Hexagon
- Hexpol B
- Hikma Pharma
- Hiscox
- Holmen
- HomeServe
- Howden Joinery
- HSBC
- Hugo Boss AG
- Huhtamaki
- Husqvarna B
- IAG
- Iberdrola
- ICA Gruppen
- Icade
- IG Group
- Iliad
- IMCD NV
- IMI PLC
- Immofinanz
- Imperial Brands
- Inchcape
- Inditex
- Industrivarden
- Indutrade
- Infineon
- Informa
- ING Groep
- Inmob colonial
- InterContinental
- Intermediate Capital
- Interpump Group
- Intertek
- Intesa
- Investec
- Investor B
- Inwit
- Ipsen
- ISS A/S
- Italgas
- ITV
- IWG
- J Sainsbury
- JC Decaux SA
- JD Sports Fashion
- Jde Peets
- Jeronimo Martins
- John Wood
- Johnson Matthey
- Julius Baer
- Jupiter FM
- Just Eat Takeaway
- K&S AG
- KBC Groep
- Kering
- Kerry Group
- Kesko
- KGHM Polska Miedz
- Kingfisher
- Kingspan
- Kinnevik Investment B
- Kion Group AG
- Klepierre
- Knorr-Bremse
- Kojamo
- Kone Corporation
- Koninklijke DSM
- Koninklijke KPN
- Kuehne & Nagel
- L'Oréal
- LafargeHolcim
- Lagardere SCA
- Land Securities
- Lanxess
- LEG Immobilien AG
- Legal & General
- Legrand
- Leonardo
- Linde PLC
- Lindt & Spruengli N
- Lloyds Banking
- LM Ericsson B
- Logitech
- London Stock Exchange
- Londonmetric Property
- Lonza Group
- Louis Vuitton
- Lufthansa
- Lundbergforetagen
- Lundin Petroleum
- M&G
- Man Group
- Marks & Spencer
- Mediobanca
- Meggitt
- Melrose Industries
- Merck
- Merlin Properties SA
- Metro Wholesale
- Michelin
- Moeller Maersk B
- Moncler SpA
- Mondi
- Morphosys
- Morrison Supermarkets
- Mowi
- Mtu Aero Engines Holding AG
- Munchener Ruck
- National Grid
- Natixis
- Naturgy Energy
- NatWest Group
- Nel ASA
- Nemetschek AG
- Neste Oil
- Nestlé
- Nexi
- Next
- Nibe Industrier B
- NN Group NV
- Nokia Oyj
- Nokian Renkaat
- Nordea Bank
- Nordic Entertainment A
- Norsk Hydro
- Novartis
- Novo Nordisk B
- Novozymes B
- OC Oerlikon Corp
- Ocado
- Omv Ag
- Orange
- Orion B
- Orkla
- Orpea
- Orsted
- Osram Licht
- Pandora
- Partners Group
- Pearson
- Pennon
- Pernod Ricard
- Persimmon plc
- Philips
- Phoenix
- Pirelli & C
- PKN Orlen
- PKO Bank Polski
- Polymetal
- Porsche Automobil Holding SE
- Poste italiane
- Prosiebensat
- Prosus
- Proximus
- Prudential
- Prysmian
- PSP Swiss Property
- Publicis
- Puma SE
- PZU SA
- Qiagen NV
- Quilter
- Raiffeisen Bank
- Randstad Holding
- Reckitt Benckiser
- Recordati
- Red Electrica
- Relx
- Remy Cointreau
- Renault
- Rentokil
- Repsol
- Rexel
- Rheinmetall
- Richemont
- Rightmove
- Rio Tinto PLC
- Roche Holding Participation
- Rolls-Royce Holdings
- Rotork
- Royal Dutch Shell A
- Royal Mail
- Royal Unibrew
- RSA Insurance
- Rubis
- RWE
- Ryanair
- S.e.b
- Saab AB
- Safran
- Sagax
- Sage
- Saint-Gobain
- Saipem
- Salmar ASA
- Sampo Plc
- Sandvik
- Sanofi
- Santander
- Santander Bank Polska
- SAP
- Sartorius AG Vz
- Sartorius Stedim
- SBM Offshore
- Scatec Solar OL
- Schibsted A
- Schindler Ps
- Schneider Electric
- Schroders
- SCOR
- Scout24 AG
- Securitas B
- Segro
- SES SA
- Severn Trent
- SGS
- Siemens
- Siemens Healthineers
- SIG Combibloc
- Signify
- Sika
- Siltronic AG
- Simcorp
- Skanska B
- SKF B
- Smith & Nephew
- Smiths Group
- Smurfit Kappa
- Snam Rete
- SocGen
- Sodexo SA
- Sofina
- Softwareone
- Soitec
- Solvay
- Sonova H Ag
- Sopra Steria
- Spectris
- Spie
- Spirax-Sarco Engineering
- SSE
- SSP
- St. James’s Place
- Stadler Rail
- Standard Chartered
- Standard Life Aberdeen
- Stellantis NV
- STMicro
- Stora Enso OYJ
- Storebrand
- Straumann Holding AG
- Subsea 7
- Suez
- Sunrise Communications AG
- Svenska Cellulosa Aktiebolaget
- Svenska Handelsbanken
- Swatch Group
- Swedbank
- Swedish Match
- Swedish Orphan Biovitrum
- Swiss Life Holding
- Swiss Prime Site
- Swiss Re
- Swisscom
- Symrise AG
- Tag Immobilien
- Tate&Lyle
- Taylor Wimpey
- Tecan Group
- TechnipFMC
- Tele2 AB
- Telecom Italia
- Telefónica
- Telefonica Deutschland Holding AG
- Telenet Group Holding NV
- Telenor
- Teleperformance
- Telia Company
- Temenos Group AG
- Tenaris
- Terna
- Tesco
- Thales
- THG Holdings
- ThyssenKrupp
- Tomra Systems
- Topdanmark A/S
- Total
- Travis Perkins
- Trelleborg
- Tritax Big Box
- Trygvesta
- Tui
- Tullow Oil
- Ubisoft Entertainment SA
- UBS Group
- UCB
- UDG Healthcare
- Umicore
- UniCredit
- Unilever
- Unilever
- Uniper SE
- Unite
- United Internet AG
- United Utilities
- UPM-Kymmene
- Valeo
- Valmet
- VARTA
- VAT Group
- Veolia Environnement
- Verbund
- Vestas Wind
- Victrex
- Vifor Pharma
- Vinci
- Virgin Money UK
- Vivendi
- Vodafone Group PLC
- Voestalpine
- Volkswagen VZO
- Volvo B
- Vonovia
- Vopak
- Warehouses de Pauw
- Wärtsilä
- Weir Group
- Wendel
- WFD Unibail Rodamco
- WH Smith
- Whitbread
- Wienerberger
- Wolters Kluwer NV
- Worldline SA
- WPP
- Yara International
- Zalando SE
- Zurich Insurance Group